# THE LEGEND (大沢誉志幸のアルバム)
『THE LEGEND』（ザ・レジェンド）は、大沢誉志幸6枚目のベスト・アルバム。2003年1月1日にEpic Recordsからリリースされた。サブタイトルは『GOLDEN 80'S COLLECTION』（ゴールデン・エイティーズ・コレクション）。

## 解説
エピックレコードジャパン創立25周年を記念し、1980年代当時所属していたアーティスト達のベスト・アルバムのシリーズとして、デジパック仕様で全曲デジタル・リマスタリングを施され、初回生産限定としてリリースされた。
収録曲の「そして僕は途方に暮れる」「ゴーゴーヘブン」は、シングルバージョンで収録されている。

## 収録曲
| 全作曲: 大沢誉志幸。 |                                           |            |            |                    |      |
| #                    | タイトル                                  | 作詞       | 作曲・編曲 | 編曲               | 時間 |
| 1.                   | 「彼女には判らない (Why Don't You Know)」 | 銀色夏生   | 大沢誉志幸 | 大村雅朗           | 4:13 |
| 2.                   | 「e-Escape」                              | 銀色夏生   | 大沢誉志幸 | 大村雅朗           | 3:34 |
| 3.                   | 「宵闇にまかせて (kiss & kiss)」          | 銀色夏生   | 大沢誉志幸 | 大村雅朗           | 3:38 |
| 4.                   | 「ハートブレイク・ノイローゼ」            | 銀色夏生   | 大沢誉志幸 | 大村雅朗           | 4:30 |
| 5.                   | 「そして僕は途方に暮れる」                | 銀色夏生   | 大沢誉志幸 | 大村雅朗           | 4:16 |
| 6.                   | 「CONFUSION」                             | 大沢誉志幸 | 大沢誉志幸 | 大村雅朗           | 3:45 |
| 7.                   | 「彼女はFuture-rhythm」                   | 大沢誉志幸 | 大沢誉志幸 | 大村雅朗           | 3:43 |
| 8.                   | 「恋にjust can't wait」                   | 銀色夏生   | 大沢誉志幸 | 大村雅朗           | 4:23 |
| 9.                   | 「クロール」                              | 銀色夏生   | 大沢誉志幸 | ホッピー神山       | 6:06 |
| 10.                  | 「ゴーゴーヘブン」                        | 銀色夏生   | 大沢誉志幸 | 安部隆雄           | 3:59 |
| 11.                  | 「君の住む街角」                          | 銀色夏生   | 大沢誉志幸 | 清水信之           | 4:37 |
| 12.                  | 「Stop & ギミーラブ」                     | 大沢誉志幸 | 大沢誉志幸 | 大沢誉志幸・小滝満 | 4:17 |
| 13.                  | 「Standard Lover」                        | K.INOJO    | 大沢誉志幸 | 大沢誉志幸・小滝満 | 3:38 |
| 14.                  | 「G」                                     | K.INOJO    | 大沢誉志幸 | 大沢誉志幸・小滝満 | 3:38 |
| 15.                  | 「REAL ACTION」                           | K.INOJO    | 大沢誉志幸 | 大沢誉志幸・小滝満 | 2:52 |
| 合計時間:            | 合計時間:                                 | 合計時間:  | 合計時間:  | 61:09              |      |